# Islândia nos Jogos Olímpicos de Verão de 1984
A Islândia participou dos Jogos Olímpicos de Verão de 1984 na cidade de Los Angeles, nos Estados Unidos.

## Medalista

### Bronze
- Bjarni Friðriksson — Judô, até 95 kg